# Willy Rex
Willy Rex, pseudoniem van Willem Carel Munnik (Amsterdam, 18 juni 1916 – aldaar, 1 mei 1974), was een Nederlands liedjesschrijver.
Rex schreef teksten voor onder anderen Willy Alberti, Johnny Jordaan, Tante Leen, Heintje en het Confetti Combo. Vanuit het Zweeds vertaalde hij Är du kär i mej ännu, Klas-Göran, dat als Hou je echt nog van mij, Rocking Billy? een hit werd voor Ria Valk.
Willy Rex overleed na een kortstondige ziekte op 57-jarige leeftijd.

## Liedjes (selectie)
- 's Avonds bij het licht der sterren
- Beneeje de Moerdijk
- Eenmaal komen er tranen
- Ik hou van jou, mooi Amsterdam
- Jij bent als een wilde orchidee
- Miesje ... (wil niets van me weten)
- O, je zegt alleen maar O
- Rockin' Billy
- Rosie, Rosie, Rosie!